# ベン・ダン
ベン・ダン（Ben Dunn、1963年 - ）は台湾系アメリカ人の漫画家。アメリカ人の手による日本風漫画をアメリカ国内に広めた。代表作は「ニンジャ・ハイスクール」。

## 来歴
ベン・ダンは、1963年に台湾で生まれる。その直後に、アメリカ合衆国に移住し、テキサス州サン・アントニオやケンタッキー州ルイヴィルで育った。1977年に台湾を訪れた際、台湾語に翻訳された海賊版の日本の漫画に出会う（ただし、漢字は全く読めなかった）。その後、アメリカで日本製の漫画を出版することを思いつくが、台湾に出回っている日本の漫画が皆海賊版であることから断念する。そして、日本の漫画風のコミックを自分で描いてアメリカで出版することを思いついた。本人曰く、アメリカ在住でアメコミで育ったダンにとって、1色刷りで、コミックスコードもない日本の漫画は大きな衝撃を与えたという。
1985年に、アンタークティック・プレスという出版社を立ち上げ、アメリカ人が描いた日本風のコミックを集めた「マンガジン」という雑誌を出版する。1987年には「ニンジャ・ハイスクール」という漫画を描き始め、現在に至るまで連載が続いている。連載を解した当初は、毎号5000部も売り上げていたという。このニンジャ・ハイスクールは、日本の『プロジェクトA子』と『うる星やつら』に強く影響を受けている。
しかし、英訳された日本の漫画を読むアメリカ人が増えてくると、ダンは「ビーンダン」（二番煎じのパクリ屋）と呼ばれるようになり、批判にさらされた。
2002年になり、マーベル・コミックス社の「マーヴェルのヒーローズを日本の漫画風に描く」という企画に参加し、『マーベル・マンガヴァース』を描いた。『マーヴェル・マンガヴァース』はあまり売れなかったが、結果的には知名度が上がり、その後はDCコミックスでも仕事をするようになった。

## 作品
- Heaven Sent
- The Agents
- Mighty Tiny
- Ninja High School
- Warrior Nun Areala
- Marvel Mangaverse
- Voltron
- Gigantor(鉄人28号のリメイク)